# Progomphus guyanensis
Progomphus guyanensis är en trollsländeart som beskrevs av Belle 1966. Progomphus guyanensis ingår i släktet Progomphus och familjen flodtrollsländor. Inga underarter finns listade i Catalogue of Life.